# Ablabys binotatus
Ablabys binotatus és una espècie de peix pertanyent a la família dels tetrarògids i a l'ordre dels escorpeniformes.

## Etimologia
Ablabys deriva del grec ablabie, -es, ablaboos ('inofensiu'), mentre que l'epitet binotatus (del llatí bi- + notatus) vol dir 'que té dos punts o altres marques'.

## Descripció
El seu cos fa 15 cm de llargària màxima i és de color marró fosc amb marques grogues o negres i una taca blanca o argentada per sobre de les aletes pectorals. 15 espines i 8-9 radis tous a l'única aleta dorsal. 3 espines i 5 radis tous a l'anal. Línia lateral contínua i amb 22-26 escates. 3-8 branquiespines (3-6 a la part inferior i 0-2 a la superior). Absència d'aleta adiposa. Aletes pectorals amb cap espina i 11-12 radis tous.

## Alimentació
El seu nivell tròfic és de 3,39.

## Hàbitat i distribució geogràfica
És un peix marí, associat als esculls i de clima tropical (29°N-32°S, 30°E-60°E), el qual viu a l'Índic occidental: les zones submareals somes i amb vegetació des de Zanzíbar (Tanzània) fins a la desembocadura del riu Xora (Sud-àfrica), incloent-hi Moçambic, les illes Maldives, el corrent Agulhas, el golf de Mannar (costa sud-oriental de l'Índia) i, possiblement també, les illes Seychelles.

## Observacions
És inofensiu per als humans, el seu índex de vulnerabilitat és moderat (35 de 100) i acostuma a balancejar-se cap enrere i cap endavant en el seu ambient natural.